# Военный корабль-амфибия
Военный корабль-амфибия — это военный корабль, используемый для высадки и поддержки наземных сил, таких как морская пехота, на вражеской территории во время десантного нападения.
Специализированное судоходство можно разделить на два типа, наиболее грубо описываемых как корабли и суда. В общем, корабли перевозят войска из порта посадки в точку высадки для штурма, а корабли перевозят войска с корабля на берег. Десантные нападения, происходящие на коротких расстояниях, также могут включать технику «берег-берег», когда десантные суда идут прямо из порта посадки в точку нападения. Некоторые танковые десантные корабли могут также быть в состоянии высадить войска и технику непосредственно на берег после путешествия на большие расстояния, такие как Иван Рогов-десантный корабль.

## История
Во времена парусов корабельные лодки использовались в качестве десантных судов. Эти гребные лодки были достаточными, хотя и неэффективными, в эпоху, когда морские пехотинцы были эффективно легкой пехотой, участвуя в основном в небольших кампаниях в отдаленных колониях против менее хорошо оснащенных коренных противников.
Для десантной операции во время высадки в Писагуа в 1879 году с целью перевозки значительного количества грузов и высадки войск непосредственно на неосвоенный берег чилийцами были построены плоскодонные десантные суда, называемые чаланами. Они перевезли менее чем за 2 часа 1200 человек: в первой высадке взяли на борт 450 человек, во второй — более 600.

### Происхождение
Во время Первой мировой войны массовая мобилизация войск, оснащенных скорострельным оружием, быстро сделала такие лодки устаревшими. Первые высадки во время галлиполийской кампании происходили на немодифицированных гребных лодках, которые были чрезвычайно уязвимы для нападения со стороны османской береговой обороны.
В феврале 1915 года были размещены заказы на проектирование специально построенных десантных кораблей. За четыре дня был создан проект, в результате которого был заказан 200 «X» лихтеров с ложкообразным носом для размещения на пляжах и выпадающим лобовым пандусом.
Первое использование состоялось после того, как они были отбуксированы в Эгейское море и успешно выполнили высадку 6 августа в бухте Сувла IX корпуса под командованием коммандера Эдварда Анвина.
В межвоенный период сочетание негативного опыта в Галлиполи и экономической жесткости способствовало задержке в закупке оборудования и принятии универсальной доктрины для десантных операций в Королевском флоте.
Несмотря на эту перспективу, англичане выпустили моторный десантный корабль в 1920 году, основываясь на своем опыте работы с ранним бронетранспортером «жук». Корабль мог поставить средний танк прямо на пляж. С 1924 года использовался с десантными катерами в ежегодных учениях по десантному десантированию. Прототип моторного десантного корабля, спроектированного Дж. Сэмюэлем Уайтом из Коуза, был построен и впервые поднят в воздух в 1926 году.
Он весил 16 тонн и имел коробчатый вид, имея квадратный нос и корму. Чтобы предотвратить загрязнение пропеллеров в корабле, предназначенном для серфинга и, возможно, выброса на берег, конструкторы Уайта разработали грубую водометную двигательную установку. Бензиновый двигатель Хотчкисса приводил в движение центробежный насос, который производил струю воды, толкая судно вперед или назад и управляя им в зависимости от направления струи. Скорость составляла от 5 до 6 узлов (от 9,3 до 11,1 км/ч; от 5,8 до 6,9 миль / ч), а его способность к выбросу на берег была хорошей. К 1930 году три MLC эксплуатировались Королевским флотом.
США возродили и начали экспериментировать в своих подход в морских десантных между 1913 и 1930-х годах, когда ВМС США и Корпус морской пехоты США стал заинтересован в создании передовых баз в противоположных стран в военное время; прототип передовой базовый силу официально превратилась в флотилии морских сил (ФМФ) в 1933 году.
В 1939 году во время ежегодных учений флота по высадке десанта FMF заинтересовался военным потенциалом конструкции Эндрю Хиггинса лодки с малой осадкой. Эти LCPL, получившие название «Лодки Хиггинса», были рассмотрены и переданы Военно-морским бюро строительства и ремонта США. Вскоре лодки Хиггинса были разработаны до окончательной конструкции с рампой — LCVP, и выпускались в больших количествах. Лодка представляла собой более гибкий вариант LCPR с более широкой рампой. Он мог перевозить 36 солдат, небольшое транспортное средство, такое как джип, или соответствующее количество груза.

### Вторая мировая война
В преддверии Второй мировой войны было разработано много специализированных десантных кораблей, как для пехоты, так и для транспортных средств. В ноябре 1938 года, британский межвидового обучения и развития центра предложили новый тип десантного корабля. его спецификации, чтобы весить меньше, чем десять длинных тонн, уметь нести тридцати одного мужчины из британской армии взвода и пять штурмовых инженеров и связистов, и так мелко подготовлен, чтобы иметь возможность посадить их, мокрых до колен, в восемнадцать дюймов воды. Все эти характеристики сделали десантный корабль штурмовым отдельный набор требований предъявлялся к транспортному средству и носителю снабжения, хотя ранее эти две роли были объединены в моторном десантном корабле.
J. S. White из Cowes построил прототип по проекту Флеминга. Восемь недель спустя корабль проходил испытания на реке Клайд. Все конструкции десантных судов должны находить компромисс между двумя расходящимися приоритетами; качества, которые делают хорошую морскую лодку, противоположны тем, которые делают судно пригодным для выброски на берег. Судно имело корпус, построенный из двойной диагональной доски красного дерева. Борта были покрыты «10lb. DIHT» броня, термообработанная сталь на основе стали D1, в данном случае Hadfield’s Resista¼".
Десантный корабль оставался самым распространенным десантным кораблем Великобритании и Содружества во время Второй мировой войны и самым скромным судном, принятым в книги Королевского флота в день «Д». До июля 1942 года эти корабли назывались «Штурмовыми десантными кораблями» (ALC), но впоследствии «Десантные корабли» (LCA) использовались в соответствии с объединенной номенклатурной системой США и Великобритании.
Десантный корабль пехоты был усиленным десантным кораблем, разработанным в ответ на британский запрос на судно, способное перевозить и высаживать значительно больше войск, чем меньший десантный корабль Assault (LCA). В результате получился небольшой стальной корабль, который мог высадить 200 десантов, двигаясь с тыловых баз по собственному дну со скоростью до 15 узлов. Первоначально британский проект предполагался как судно «одноразового использования», которое просто переправляло бы войска через Ла-Манш, и считались расходным кораблем. Таким образом, в первоначальном проекте не было размещено спальных мест для войск. Это было изменено вскоре после первоначального использования этих кораблей, когда было обнаружено, что многие миссии потребуют ночлега.

### Специализированный десантный корабль
После успешной разработки пехотного несущего LCA Межведомственным центром подготовки и развития (ISTDC) внимание обратилось на средства эффективной доставки танка на берег в 1938 году. Армия интересовалась самым тяжелым танком, который можно было бы использовать в десантной операции. Армия хотела иметь возможность посадить 12-тонный танк, но ISTDC, ожидая увеличения веса в будущих моделях танков, указала 16-тонную нагрузку для механизированных десантных кораблей. Еще одним ограничением любой конструкции была необходимость сажать танки и другие транспортные средства менее чем на 2½ фута воды.
Проектные работы начались в Джон И. Торникрофт Лтд. в мае 1938 года с завершения испытаний в феврале 1940 года. изготовлен из стали и выборочно покрыта брони, это с малой осадкой, баржи-как лодка с экипажем из 6, могли переправить танк из 16 длинных тонн на берег в 7 узлов (13 км/ч). В зависимости от веса перевозимого танка судно может быть спущено на воду уже загруженными шлюпбалками или может быть помещено в него после спуска на воду.
Хотя Королевский флот имел в своем распоряжении механизированный десантный корабль, в 1940 году премьер-министр Уинстон Черчилль потребовал десантное судно, способное высадить по крайней мере три 36-тонных тяжелых танка прямо на пляж, способное выдержать себя в море не менее недели, недорогое и простое в постройке. Адмирал Маунд, директор Межведомственного учебно-опытно-конструкторского центра (разработавшего десантный корабль), дал работу военно-морскому архитектору сэру Роланду Бейкеру, который в течение трех дней выполнил первоначальные чертежи для 152-футового (46 м) десантного корабля с 29-футовой (8,8 м) балкой и малой осадкой. Судостроители Фэрфилдс и Джон Браун договорились разработать детали для проекта под руководством адмиралтейских экспериментальных работ в Хасларе. Испытания танков с моделями вскоре определили характеристики корабля, указав, что он будет делать 10 узлов (19 км/ч; 12 миль / ч) на двигателях мощностью около 700 л. с. (520 кВт). В июле 1940 года было заказано 20 кораблей LCT Mark 1, а в октябре 1940 года-еще 10.
Дальнейшее развитие получил десантный корабль, обозначение танк, построенный для поддержки десантных операций путем перевозки значительного количества транспортных средств, грузов и десантных войск непосредственно на неосвоенный берег. Британская эвакуация из Дюнкерка в 1940 году продемонстрировала Адмиралтейству, что союзникам нужны относительно большие океанские корабли, способные доставлять с берега на берег танки и другие транспортные средства в ходе десантных атак на европейский континент. Первым специально построенным LST был HMS Boxer. Для перевозки 13 танков пехоты Черчилля Имея 27 машин и почти 200 человек (в дополнение к экипажу) при скорости 18 узлов, он не мог иметь малой осадки, которая облегчила бы разгрузку. В результате каждый из трех (Boxer, Bruiserи Thruster), заказанных в марте 1941 года, имел очень длинную рампу, уложенную за носовыми дверями.

### Специальный корабль
Вскоре стало ясно, что линкоры, крейсера и эсминцы не обязательно могут обеспечить всю огневую поддержку (включая подавляющий огонь), которая может потребоваться десантному нападению. Поэтому были разработаны специализированные суда, которые включали в себя различные виды оружия прямого и косвенного огня. К ним относились пушки и ракеты, которые могли устанавливаться на десантных судах и десантных кораблях. Как часть последнего заграждения перед штурмом, посадочная площадка будет оштукатурена этими типами.
Десантные корабли Второй мировой войны, как правило, оснащались минимальным вооружением. Экипажам LCA были выданы 303-дюймовые пушки Льюиса, которые были установлены в легком пулеметном укрытии на передней части левого борта судна; они могли использоваться как в качестве противовоздушной защиты, так и против береговых целей. Более поздние модели были оснащены двумя 2-дюймовыми минометами двумя легкими пулеметами Lewis или .303 Bren. Экипажи LCM 1 были оснащены пушками Льюиса, а многие LCM 3 имели пулеметы Браунинга калибра .50 дюймов (12,7 мм), установленные для противовоздушной защиты. Представились возможности для войск на борту использовать собственное оружие.
LCIS и LCT несли более тяжелое вооружение, такое как 20-мм пушка Oerlikon, с каждой стороны конструкции моста. LSTS имел несколько более тяжелое вооружение.
Некоторые десантные суда были переоборудованы для специальных целей либо для обеспечения защиты других десантных судов в атаке, либо в качестве вспомогательного оружия во время посадки.

## Виды кораблей

### Десантный корабль штурмовой (Еж)
LCA(HR) был переоборудованным британским LCA. Вместо личного состава он нес батарею из 24 миномётов spigot, противолодочного оружия Hedgehog королевского флота. Минометы были выпущены как заграждение на пляж, чтобы очистить мины и другие препятствия. Разрядив минометы и выполнив свой долг, LCA(HR) покинет пляжную зону. Они были отбуксированы на пляж более крупными судами, такими как LCTS, которые несли королевские инженерные штурмовые группы со своими специальными транспортными средствами и оборудованием, которые завершат расчистку пляжа.
Три флотилии (из 18, 18 и 9 судов) использовались на пляжах Юноны, Золота и Меча.

### Десантный корабль Зенитный
Десантный корабль Flak (LCF) был преобразованием LCT, который предназначался для зенитной поддержки десанта. Впервые они были использованы в рейде Дьеппа в начале 1942 года. Аппарель была приварена, а палуба построена поверх танковой палубы. Они были оснащены несколькими легкими зенитными орудиями—типичная установка состояла из восьми 20-мм эрликонов и четырех QF 2 pdr «pom-poms» и имела экипаж из 60 человек. На британских примерах, эксплуатация корабля была ответственностью экипажа RN, а орудия были укомплектованы королевскими морскими пехотинцами. На борту находились два морских офицера и два офицера морской пехоты.

### Десантный корабль-ракета
Десантный корабль-танк (ракета), LCT(R), был LCT, модифицированным для перевозки большого набора пусковых установок для британских ракет RP-3 «60 lb», установленных на крытой палубе танка. Полный набор пусковых установок был «сверх» 1000, а 5000 перезарядок хранились ниже. Огневая мощь, как утверждалось, была эквивалентна 80 легким крейсерам или 200 эсминцам.
Метод операции состоял в том, чтобы бросить якорь у целевого пляжа, указывая на берег. Расстояние до берега затем измерялось радаром, и высота пусковых установок устанавливалась соответственно. Затем экипаж исчез внизу, за исключением командира, который отступил в специальный закуток, и затем запуск был запущен электрически. Запуск мог состоять из всего набора или отдельных рядов ракет.
Полная перезагрузка была очень трудоемкой операцией, и по крайней мере один LCT(R) шел рядом с крейсером и получил рабочую группу от более крупного корабля, чтобы помочь в этом процессе.

### Десантный корабль поддержки
Десантный корабль поддержки использовался для придания некоторой огневой мощи на близком расстоянии.
Десантные корабли поддержки (средние) (LCS(M)), Mark 2 и Mark 3 использовались британскими войсками в Нормандии. Экипаж был Королевским флотом, с королевскими морскими пехотинцами для управления оружием: два 0,5-дюймовых пулемета Виккерса и 4-дюймовый миномет для стрельбы дымовыми снарядами.
Десантный корабль поддержки Fairmile H (большой) имел броню, добавленную к его деревянному корпусу, и башню с противотанковой пушкой, установленной. LCS(L) Mark 1 имел башню броневика Daimler с 40-мм пушкой QF 2-pdr. Mark 2 имел противотанковую пушку QF 6-pdr (57 мм).
Американский десантный корабль поддержки был больше, каждый был вооружен 3-дюймовой пушкой, различными меньшими пушками и десятью ракетными установками MK7.

## Будущие разработки
Одним из последних нововведений является LCAC (Landing Craft Air Cushioned). Эти большие суда на воздушной подушке еще больше расширяют диапазон условий, при которых может происходить десантное нападение, и увеличивают скорость переброски активов с корабля на берег. В прошлом на эту роль также предлагались наземные транспортные средства, которые пересекают линию между самолетом и кораблем.
Десантные подводные лодки, хотя и были предложены в 1950-х годах и почти доведены до фактического строительства Советским Союзом в 1960-х годах, в настоящее время не проектируются. Однако, если прогнозы военных экспертов, таких как Джон Киган или другие, верны, и надводное судоходство становится чрезвычайно опасным во время будущих войн равных держав (из-за спутниковой разведки и противокорабельных ракет), то транспортные и десантные подводные лодки могут заслуживать другого взгляда.
Программа легких военных кораблей ВМС США направлена на закупку от 28 до 30 новых легких кораблей-амфибий, начиная с 2023 года